# Нарцисс (растение)
Нарци́сс (лат. Narcissus) — род однодольных растений из семейства амариллисовых.

## Ботаническое описание

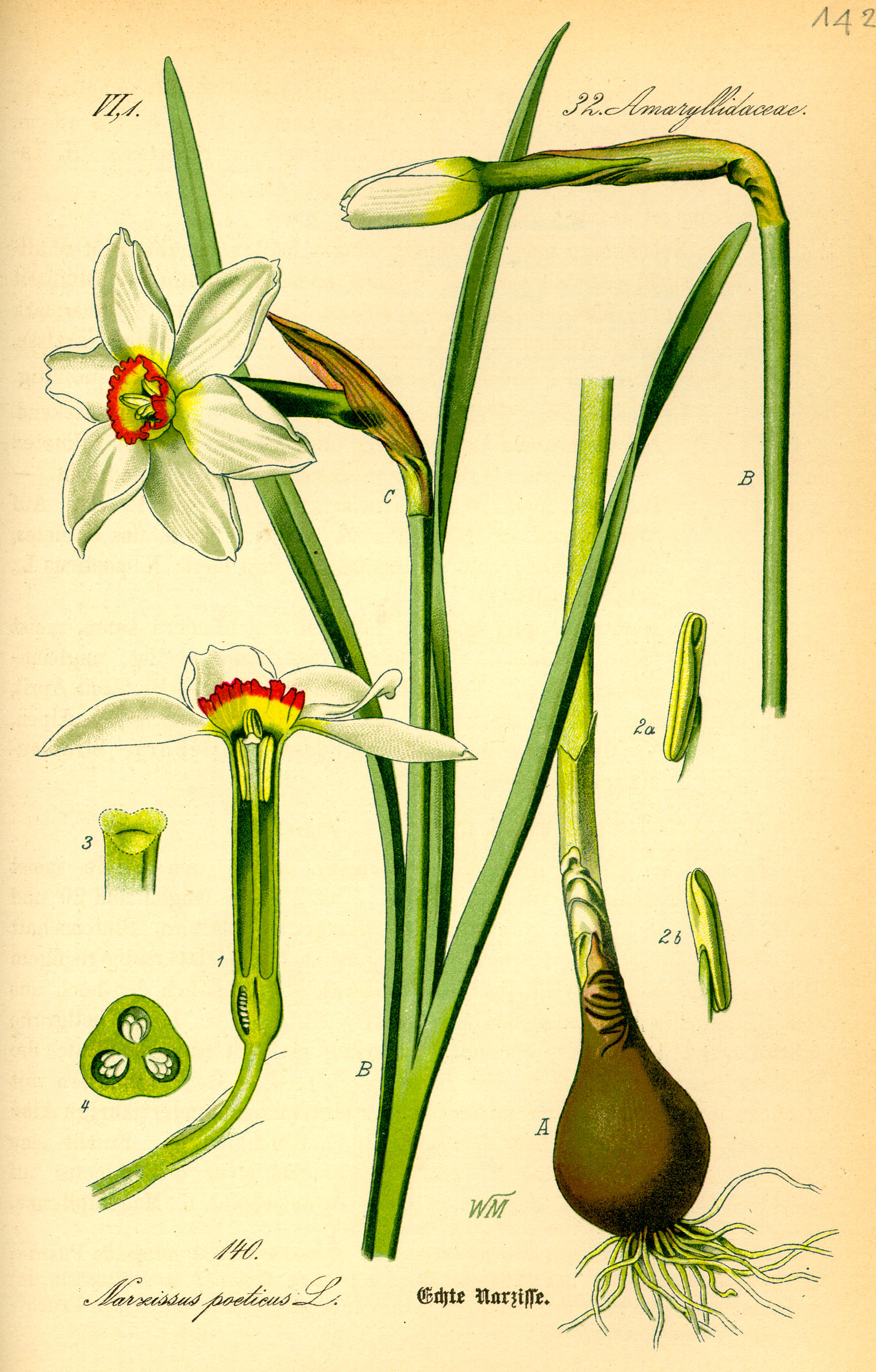
Narcissus poeticus.

Травянистые растения высотой до 60 см с плотными луковицами и лентообразными различной ширины листьями. Цветки сидят на верхушках безлистных стеблей, одетых плёнчатой поволокой, по одному или по нескольку. Околоцветник лепестковидный, в форме трубчатой воронки, переходящей наверху в горизонтально расправленный или отогнутый вниз отгиб, состоящий из шести равных частей. В жерле расположена коронка в виде колокольчика или более или менее глубокого блюдца, цельная или лопастная. Тычинок шесть, они прикреплены в два ряда в верхушке трубочки; завязь нижняя, трёхгранная, семяпочки сидят несколькими рядами в каждом гнезде, прикрепляясь во внутренних углах. Столбик нитевидный, рыльце тупое. Плод — трёхгнездная коробочка, лопающаяся по створкам на три части. Семян несколько или много, они шаровидные и с белком.
Все виды рода ядовиты, содержат алкалоид нарциссин.

## Ароматические свойства
Как и у многих других растений этого семейства, цветки у нарцисса имеют сильный дурманяще-сладкий запах. Поэтому, согласно народной этимологии, слово «нарцисс» происходит от того же корня, что и слово наркоз (от др.-греч. νάρκη — «оцепенение», «онемение»). Согласно Р. Бекесу, слово νάρκισσος («нарцисс») указывает на догреческий субстрат.
С древности эфирное нарциссовое масло применялось в парфюмерии, его упоминает уже Диоскорид. Из-за появления дешёвых синтетических ароматизаторов со сходным запахом в настоящее время оно практически не используется.

## Нарциссы в культуре и этнографии
Древняя легенда о Нарциссе рассказывает, что этот прекрасный юноша, сын нимфы Лириопе (в её честь назван род Лириопе) и речного бога Кефиса, умер, любуясь своим отражением в реке, из-за того что не сумел оторвать от него взгляд (отсюда термин нарциссизм). На месте его гибели выросли прекрасные цветы — нарциссы.
Цветок является атрибутом древнегреческой богини Персефоны. На языке цветов нарцисс означает обманчивые надежды, желания, эгоизм.

## Токсичность

### Фармакология
Все виды нарциссов содержат алкалоидный яд ликорин, в основном в луковице, но также и в листьях. Члены подсемейства однодольных Amaryllidoideae представляют уникальный тип алкалоидов, норбелладиновых алкалоидов, которые являются производными 4-метилкатехола в сочетании с тирозином. Они несут ответственность за ядовитые свойства ряда видов. Известно более 200 различных химических структур этих соединений, из которых 79 или более известны только по нарциссу.
Токсические эффекты потребления продуктов Narcissus для людей и животных (таких как крупный рогатый скот, козы, свиньи и кошки) давно известны. N. pseudonarcissus или N. jonquilla после перорального приёма вызывает слюноотделение, острые боли в животе, тошноту, рвоту и диарею, а также неврологические симптомы, включая дрожь, судороги и паралич. При употреблении в больших количествах возможен летальный исход.
Токсичность нарцисса варьируется в зависимости от вида, например, N. poeticus более токсичен, чем N. pseudonarcissus. Распределение токсинов в растении также варьируется, например, концентрация алкалоида в стебле N. papyraceus в пять раз выше, чем в луковице, что делает его опасным для травоядных животных, чаще потребляющих стебли, чем луковицы, что является частью защитных механизмов растения. Распределение алкалоидов в тканях растения также может предназначаться для специфической защиты от паразитов. Луковицы также могут быть токсичными для других произрастающих поблизости растений, включая розы, рис и капусту, препятствуя их росту. Например, размещение срезанных цветов в вазе вместе с другими цветами сокращает жизнь последних.

### Отравление
Многочисленные случаи отравления или смерти происходят, когда луковицы нарциссов принимают за лук-порей или репчатый лук и употребляют в пищу. Улучшение самочувствия происходит через несколько часов без какого-либо специального вмешательства. В более тяжёлых случаях, связанных с приёмом внутрь большого количества луковиц, для лечения может потребоваться активированный уголь, соли и слабительные средства, а при тяжёлых симптомах может быть показано внутривенное введение атропина и рвотных средств или промывание желудка. Однако случайное употребление в больших количествах необычно из-за сильного неприятного вкуса. При сравнении нарциссов с рядом других растений, обычно не потребляемых животными, нарциссы рассматриваются как наиболее неприятные, в частности, N. pseudonarcissus. По этой причине алкалоиды нарцисса используются в качестве репеллентов и могут также препятствовать развитию грибков, плесени и бактерий.
1 мая 2009 года в начальной школе Gorseland в Martlesham Heath (Саффолк, Англия) несколько учеников заболели, после того, как луковицу нарцисса добавили в суп во время урока кулинарии[значимость факта?].

### Известные проблемы
Одна из наиболее распространённых проблем дерматита для сборщиков цветов, упаковщиков, флористов и садовников, «зуд нарцисса», включает сухость, трещины, шелушение и эритему в руках, часто сопровождающуюся субунгальным гиперкератозом (утолщение кожи под ногтями). Причиной считается воздействие оксалата кальция, хелидоновой кислоты или алкалоидов, таких как ликорин, в соке, либо из-за прямого раздражающего действия, либо из-за аллергической реакции. Давно признано, что некоторые сорта провоцируют дерматит с больше, чем другие. Известно, что это делают N. pseudonarcissus и сорта Actaea, Camparelle, Gloriosa, Grande Monarque, Ornatus, Princeps и Scilly White. Если луковичные экстракты попадут на раны, это может привести к проблемам с центральной нервной системой, так и к сердечным симптомам. Аромат также может вызывать токсические реакции, такие как головные боли и рвота от N. bulbocodium.

## Таксономия
Виды рода Нарцисс распространены в Европе, преимущественно в средиземноморских странах, особенно западных; один вид произрастает в Азии до Японии и Китая.
Род Нарцисс по данным Королевских ботанических садов Кью включает 54 первичных и 59 гибридогенных видов:
- Narcissus abscissus (Haw.) Schult. & Schult.f.
- Narcissus albicans (Haw.) Spreng.
- Narcissus albimarginatus D.Müll.-Doblies & U.Müll.-Doblies
- Narcissus arundanus Fern.Casas
- Narcissus assoanus Dufour ex Schult. & Schult.f.
- Narcissus asturiensis (Jord.) Pugsley
- Narcissus atlanticus Stern
- Narcissus broussonetii Lag.
- Narcissus bulbocodium L. — Нарцисс брандушка
- Narcissus calcicola Mendonça — Нарцисс известняковый, или Нарцисс кальцелюбивый
- Narcissus cantabricus DC.
- Narcissus cavanillesii Barra & G.López
- Narcissus cernuus Salisb.
- Narcissus confusus Pugsley
- Narcissus cuatrecasasii Fern.Casas — Нарцисс Куатреказаса
- Narcissus cyclamineus DC. — Нарцисс цикламеновый, или Нарцисс цикламеновидный
- Narcissus dubius Gouan
- Narcissus elegans (Haw.) Spach
- Narcissus flavus Lag.
- Narcissus foliosus (Maire) Fern.Casas
- Narcissus gaditanus Boiss. & Reut.
- Narcissus gadorensis Fern.Casas
- Narcissus gigas (Haw.) Steud.
- Narcissus hedraeanthus (Webb & Heldr.) Colmeiro — Нарцисс сидячецветковый
- Narcissus hesperidis Fern.Casas
- Narcissus hispanicus Gouan
- Narcissus iohannis Fern.Casas
- Narcissus jacetanus Fern.Casas
- Narcissus jeanmonodii Fern.Casas
- Narcissus jonquilla L. — Нарцисс жонкилля
- Narcissus lusitanicus Dorda & Fern.Casas
- Narcissus magni-abilii Fern.Casas
- Narcissus malacitanus Fern.Casas
- Narcissus moleroi Fern.Casas
- Narcissus munozii-garmendiae Fern.Casas
- Narcissus nevadensis Pugsley
- Narcissus nivalis Graells
- Narcissus obesus Salisb.
- Narcissus obsoletus (Haw.) Spach
- Narcissus occasus Fern.Casas
- Narcissus papyraceus Ker Gawl.
- Narcissus piifontianus Fern.Casas
- Narcissus poeticus L. — Нарцисс поэтический, или Нарцисс белый
- Narcissus primigenius (Fern.Suárez ex M.Laínz) Fern.Casas & Laínz

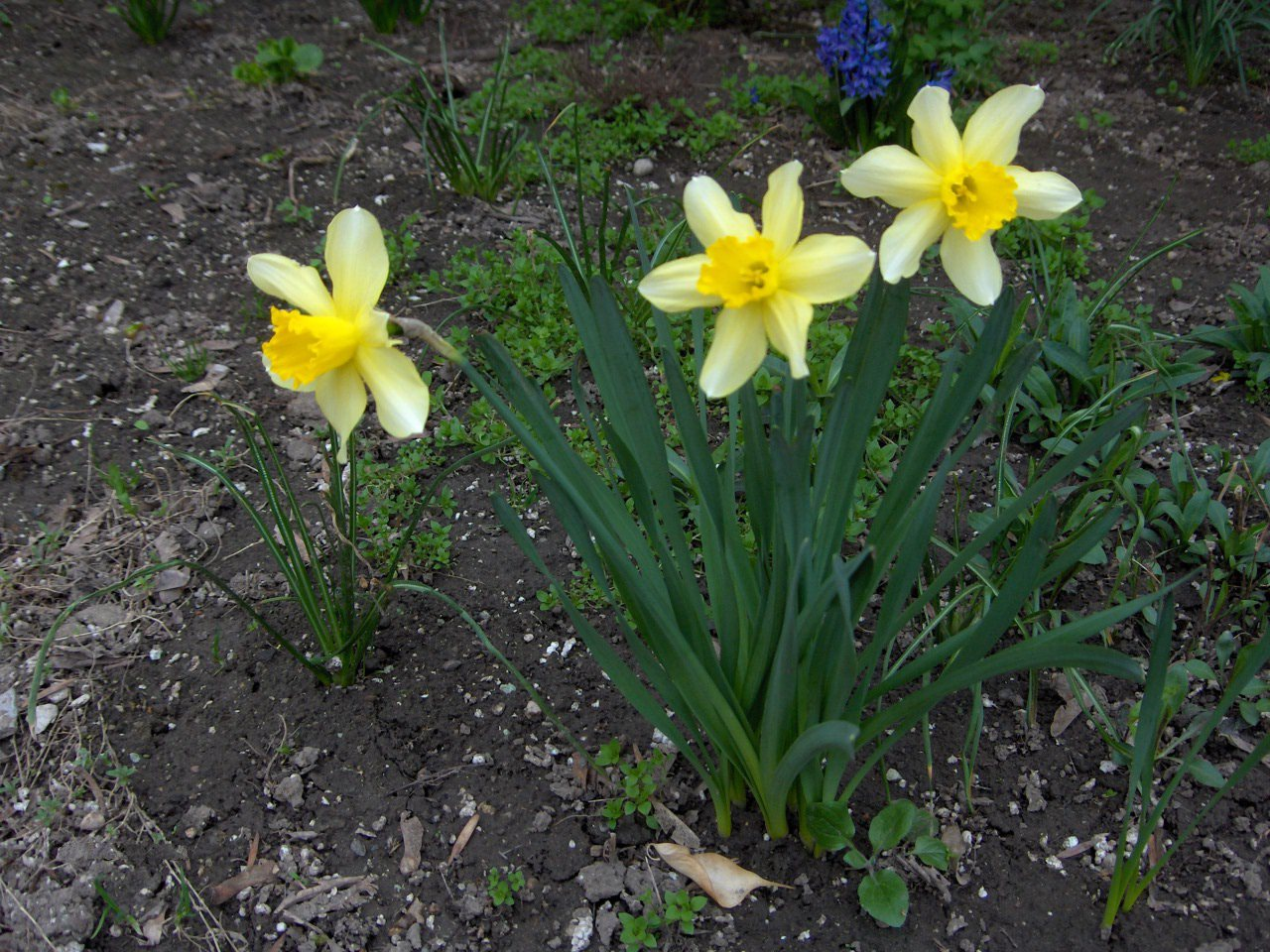

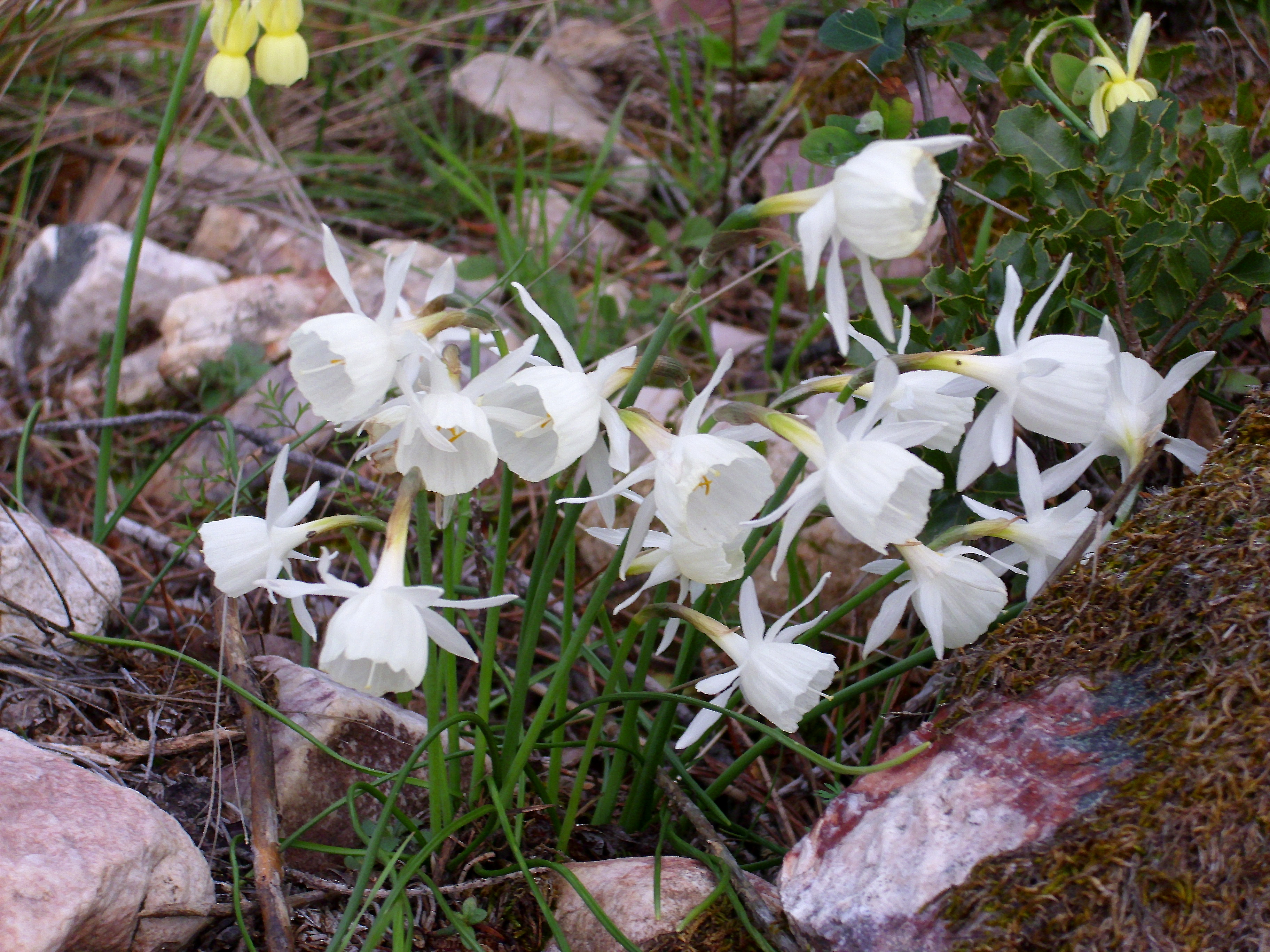

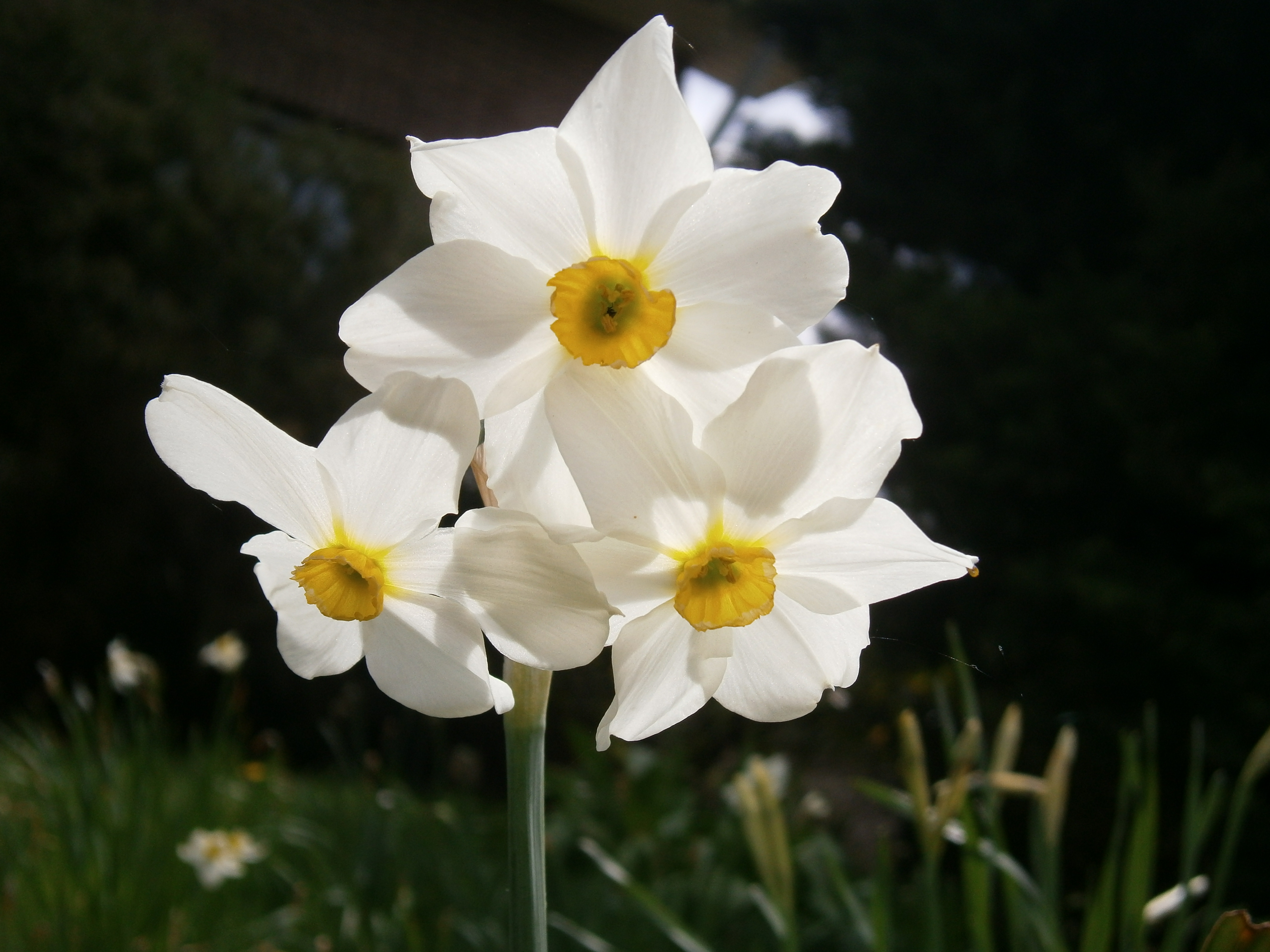

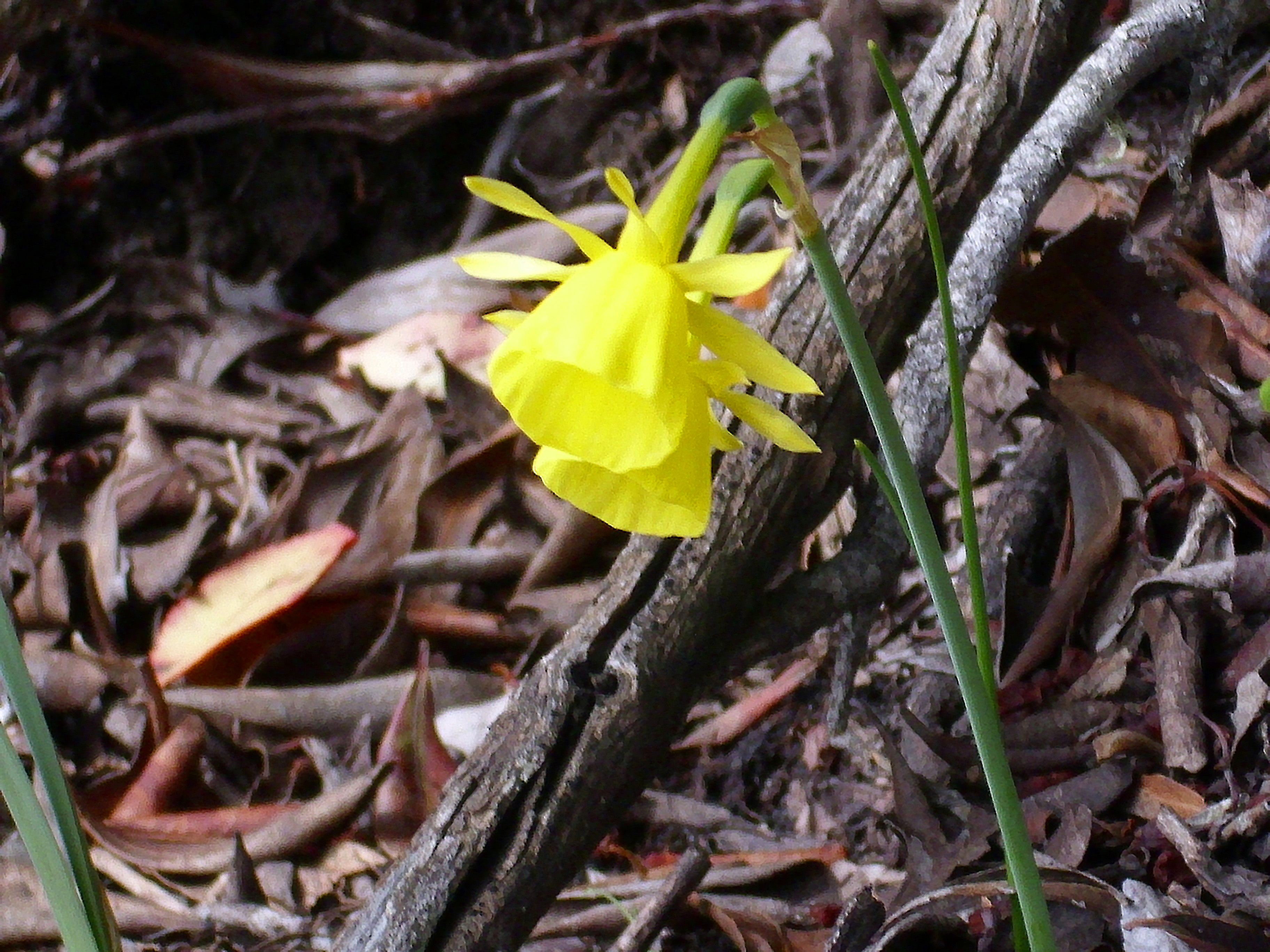

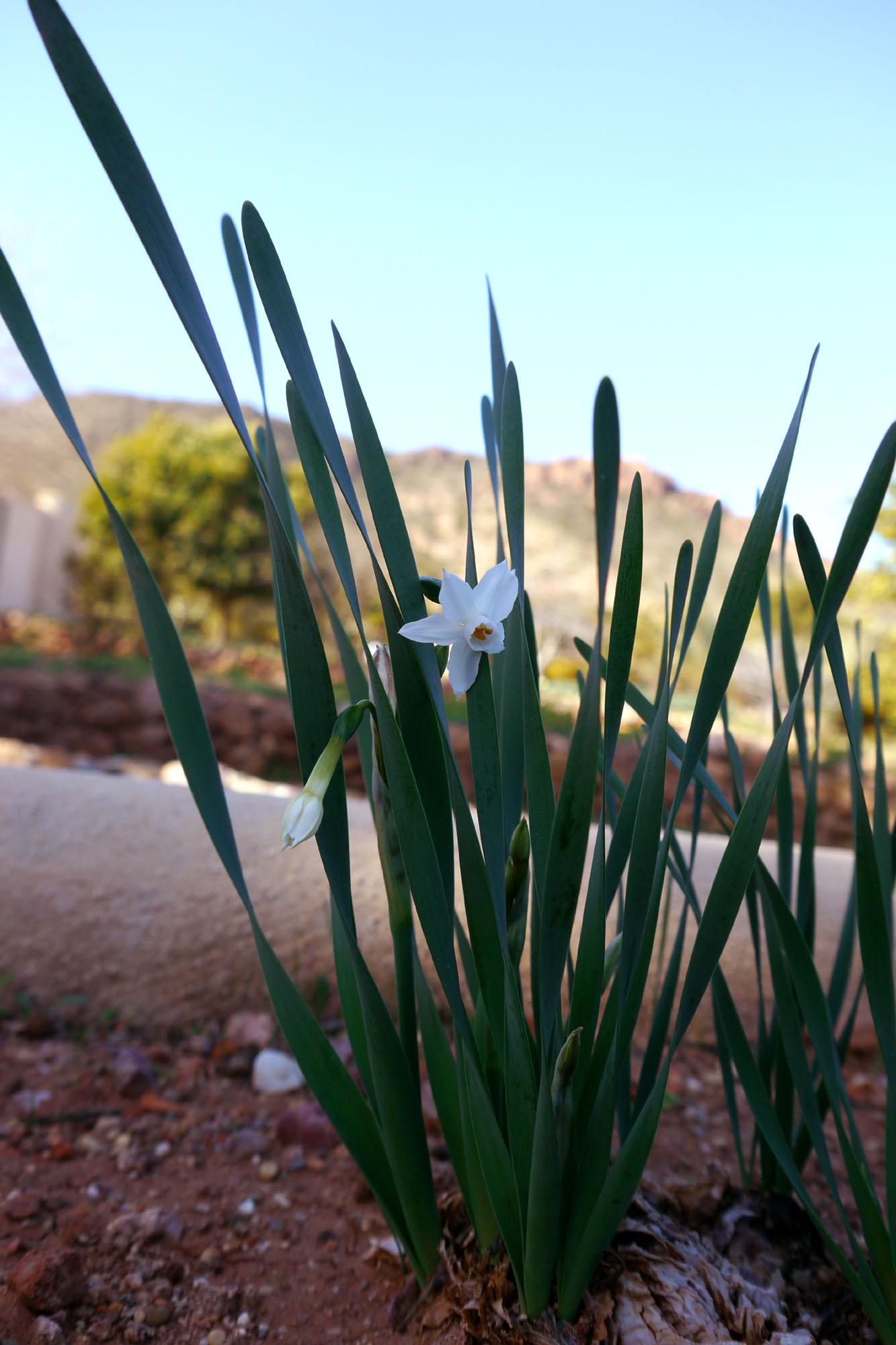

- Narcissus pseudonarcissus L. — Нарцисс ложный, или Нарцисс жёлтый
- Narcissus romieuxii Braun-Blanq. & Maire
- Narcissus rupicola Dufour
- Narcissus scaberulus Henriq. — Нарцисс шероховатенький
- Narcissus serotinus L.
- Narcissus supramontanus Arrigoni
- Narcissus tazetta L. — Нарцисс букетный, или Тацетт
- Narcissus tingitanus Fern.Casas
- Narcissus triandrus L. — Нарцисс трёхтычинковый
- Narcissus viridiflorus Schousb. — Нарцисс зелёноцветковый

Гибридогенные виды
- Narcissus ×abilioi Fern.Casas [= Narcissus bulbocodium × Narcissus flavus]
- Narcissus ×aedoi Fern.Casas [= Narcissus pseudonarcissus subsp. leonensis × Narcissus triandrus]
- Narcissus ×alejandrei Fern.Casas [= Narcissus gigas × Narcissus jacetanus subsp. vasconicus]
- Narcissus ×alentejanus Fern.Casas [= Narcissus cavanillesii × Narcissus serotinus]
- Narcissus ×alleniae Donn.-Morg. [= Narcissus obsoletus × Narcissus viridiflorus]
- Narcissus ×aloysii-villarii Fern.Casas [= Narcissus pseudonarcissus subsp. moschatus × Narcissus jacetanus]
- Narcissus ×andorranus Fern.Casas [= Narcissus pseudonarcissus subsp. nobilis × Narcissus poeticus]
- Narcissus ×bakeri K.Richt. [= Narcissus bulbocodium × Narcissus pseudonarcissus]
- Narcissus ×boutignyanus Philippe [= Narcissus moleroi × Narcissus poeticus]
- Narcissus ×brevitubulosus A.Fern. [= Narcissus asturiensis × Narcissus nivalis]
- Narcissus ×buxtonii K.Richt. [= Narcissus abscissus × Narcissus assoanus]
- Narcissus ×caramulensis P.Ribeiro [= Narcissus bulbocodium × Narcissus cyclamineus]
- Narcissus ×cardonae Lloret & Fern.Casas [= Narcissus dubius × Narcissus tazetta]
- Narcissus ×carringtonii Rozeira [= Narcissus cernuus × Narcissus scaberulus]
- Narcissus ×cazorlanus Fern.Casas [= Narcissus hedraeanthus × Narcissus triandrus]
- Narcissus ×chevassutii Fern.Casas [= Narcissus serotinus × Narcissus tazetta]
- Narcissus ×christianssenii A.Fern. [= Narcissus rupicola × Narcissus triandrus]
- Narcissus ×compressus Haw. [= Narcissus jonquilla × Narcissus tazetta]
- Narcissus ×confinalensis Uribe-Ech. & Urrutia [= Narcissus asturiensis × Narcissus primigenius]
- Narcissus ×dordae Fern.Casas [= Narcissus abscissus × Narcissus pseudonarcissus subsp. pallidiflorus]
- Narcissus ×felineri Fern.Casas [= Narcissus bulbocodium × Narcissus primigenius]
- Narcissus ×fosteri Lynch [= Narcissus gigas × Narcissus triandrus]
- Narcissus ×georgemawii Fern.Casas [= Narcissus elegans × Narcissus viridiflorus]
- Narcissus ×gredensis Fern.Casas [= Narcissus bulbocodium × Narcissus rupicola]
- Narcissus ×hannibalis A.Fern. [= Narcissus hispanicus × Narcissus triandrus]
- Narcissus ×incomparabilis Mill. [= Narcissus hispanicus × Narcissus poeticus]
- Narcissus ×incurvicervicus Barra & G.López [= Narcissus cernuus × Narcissus flavus]
- Narcissus ×infundibulum Poir. [= Narcissus abscissus × Narcissus jonquilla]
- Narcissus ×javieri (A.Fern.) Fern.Casas [= Narcissus magni-abilii × Narcissus nivalis]
- Narcissus ×libarensis Sánchez García & Mart.Ort. [= Narcissus cuatrecasasii × Narcissus papyraceus]
- Narcissus ×litigiosus Amo [= Narcissus cantabricus subsp. monophyllus × Narcissus cernuus]
- Narcissus ×maginae Fern.Casas & Susanna [= Narcissus cuatrecasasii × Narcissus triandrus]
- Narcissus ×magnenii Rouy [= Narcissus assoanus × Narcissus tazetta]
- Narcissus ×martinoae Nava & Fern.Casado [= Narcissus asturiensis × Narcissus pseudonarcissus subsp. pallidiflorus]
- Narcissus ×medioluteus Mill. [= Narcissus poeticus × Narcissus tazetta]
- Narcissus ×montserratii Fern.Casas & Rivas Ponce [= Narcissus abscissus × Narcissus poeticus]
- Narcissus ×nutans Haw. [= Narcissus jonquilla × Narcissus triandrus]
- Narcissus ×odorus L. [= Narcissus jonquilla × Narcissus pseudonarcissus]
- Narcissus ×oiarbidei Fern.Casas & Uribe-Ech. [= Narcissus assoanus × Narcissus jacetanus]
- Narcissus ×paivae (A.Fern.) Fern.Casas [= Narcissus asturiensis × Narcissus magni-albii]
- Narcissus ×perangustus Fern.Casas [= Narcissus obsoletus × Narcissus serotinus]
- Narcissus ×perezlarae Font Quer [= Narcissus cavanillesii × Narcissus obsoletus]
- Narcissus ×poculiformis Salisb. [= Narcissus dubius × Narcissus pseudonarcissus subsp. moschatus]
- Narcissus ×ponsii-sorollae Fern.Casas [= Narcissus assoanus × Narcissus cernuus]
- Narcissus ×pravianoi Fern.Casas [= Narcissus primigenius × Narcissus triandrus]
- Narcissus ×pugsleyi Fern.Casas [= Narcissus assoanus × Narcissus pseudonarcissus subsp. moschatus]
- Narcissus ×pujolii Font Quer [= Narcissus assoanus × Narcissus papyraceus subsp. panizzianus]
- Narcissus ×rafaelii Patino & Uribe-Ech. [= Narcissus assoanus × Narcissus confusus]
- Narcissus ×rogendorfii Batt. & Trab. [= Narcissus elegans × Narcissus tazetta]
- Narcissus ×romoi Fern.Casas [= Narcissus cantabricus × Narcissus flavus]
- Narcissus ×rupidulus Fern.Casas & Susanna [= Narcissus cernuus × Narcissus rupicola]
- Narcissus ×somedanus Fern.Casado, Nava & Suárez Pérez [= Narcissus asturiensis × Narcissus triandrus]
- Narcissus ×susannae Fern.Casas [= Narcissus bulbocodium × Narcissus triandrus]
- Narcissus ×taitii Henriq. [= Narcissus cernuus × Narcissus pseudonarcissus]
- Narcissus ×tenuior Curtis [= Narcissus jonquilla × Narcissus poeticus]
- Narcissus ×tortifolius Fern.Casas [= Narcissus gaditanus × Narcissus papyraceus subsp. panizzianus]
- Narcissus ×tuckeri Barra & G.López [= Narcissus flavus × Narcissus hedraeanthus]
- Narcissus ×urrutiae Fern.Casas & Uribe-Ech. [= Narcissus munozii-garmendiae × Narcissus rupicola]
- Narcissus ×xaverii Nava & Fern.Casado [= Narcissus gigas × Narcissus pseudonarcissus subsp. pallidiflorus]

## Нарциссы в цветоводстве
Нарциссы издавна выращиваются в садах и выгоняются зимой для комнат.

### Садовая классификация
Регистрацией сортов нарциссов занимается Королевское садоводческое общество.
В настоящее время все садовые формы и сорта нарцисса объединены под общим названием Narcissus × hybridus hort. По современной садовой классификации их делят на 13 групп: 12 групп садовых нарциссов (в том числе гибриды Narcissus bulbocodium — 10 группа), 13 группа — природные виды и формы.
По данным Королевского садоводческого общества выделяются следующие классы:
- Trumpet
- Large-cupped
- Small-cupped
- Double
- Triandrus
- Cyclamineus
- Jonquilla and Apodanthus
- Tazetta
- Poeticus
- Bulbocodium
- Split-corona: Collar
- Split-corona: Papillon
- Miscellaneous
- Species

### Агротехника
Нарциссы лучше всего растут на участках с суглинистыми почвами и средней затенённостью. Могут расти до 6 лет без необходимости пересадки.
За 3—4 недели до посадки почву перекапывают и удобряют, при необходимости облегчают путём введения смеси песка и торфа. Кислые почвы ощелачиваются мелом или доломитовой мукой.

Посадка нарциссов в Средней полосе России проводится во второй половине сентября, чтобы луковицы успели укорениться до наступления заморозков.

В период вегетации нарциссы нуждаются в дополнительном поливе, приблизительно 3—5 раз в зависимости от уровня природных осадков. Подкормки осуществляются три раза: при появлении всходов, при бутонизации и во время цветения.

В условиях Сибири и Нечернозёмной зоны нарциссы необходимо укрывать на зиму. Для этих целей можно использовать торф, солому и другие теплоизоляторы.
Для выгонки нарциссов используют здоровые луковицы не менее 27 граммов. Растения выкапывают через 40—70 дней после цветения, луковицы моют, очищают от стеблей и листьев, выдерживают в обеззараживающем растворе и в течение 3—4 дней сушат при температуре +20…+25 °С.

Период и температура хранения луковиц зависит от необходимого срока выгонки.

### Болезни и вредители
Болезни нарциссов
- Фузариоз (возбудитель — Fusarium okusporum f. narcissi).
- Склероциальная гниль (возбудитель — Sclerotinia narcissicola).
- Вирусные заболевания.

Вредители нарциссов
- Корневая нематода
- Стеблевая и луковичная нематоды
- Большая нарциссовая муха и малая луковичная муха[13]

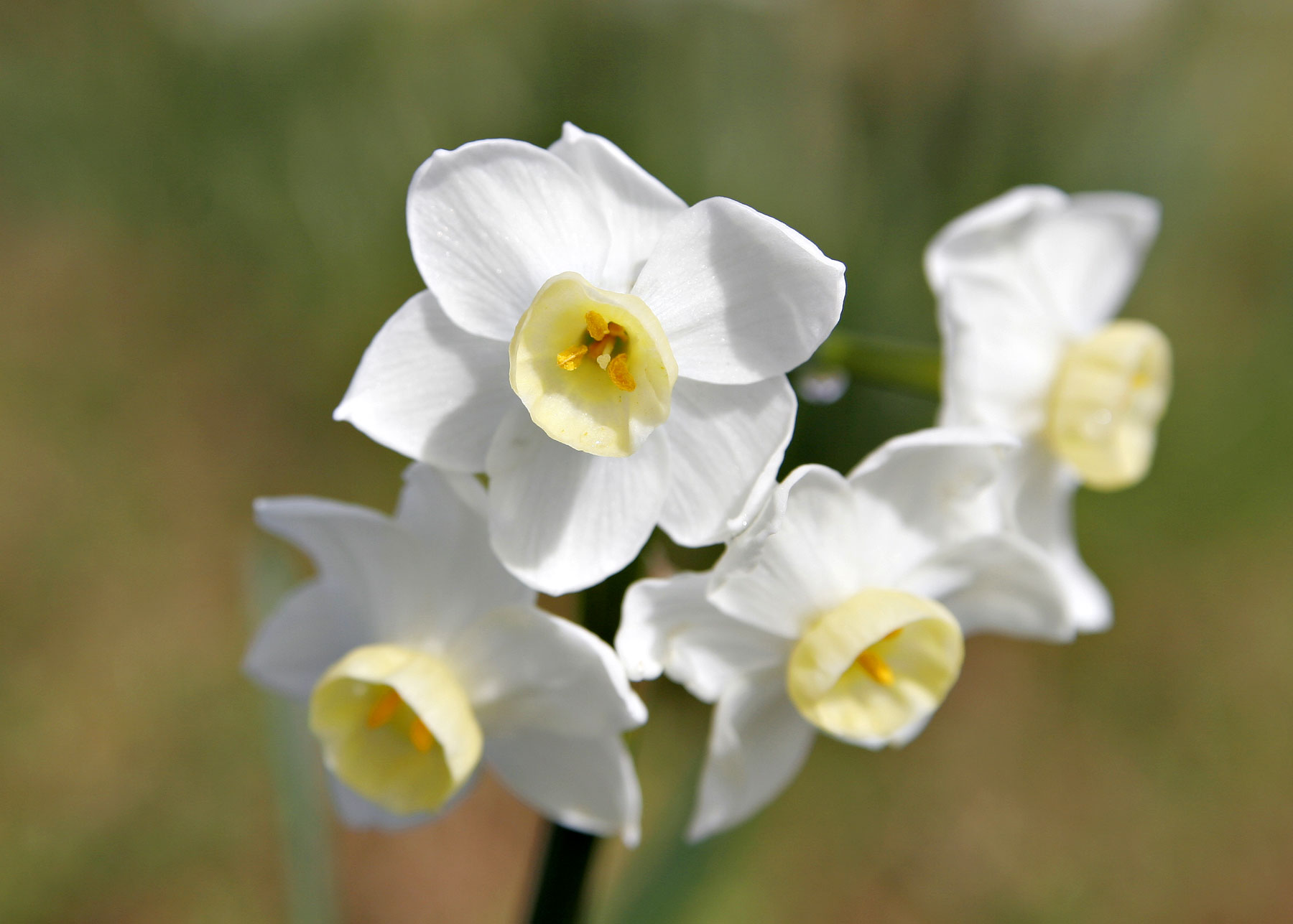
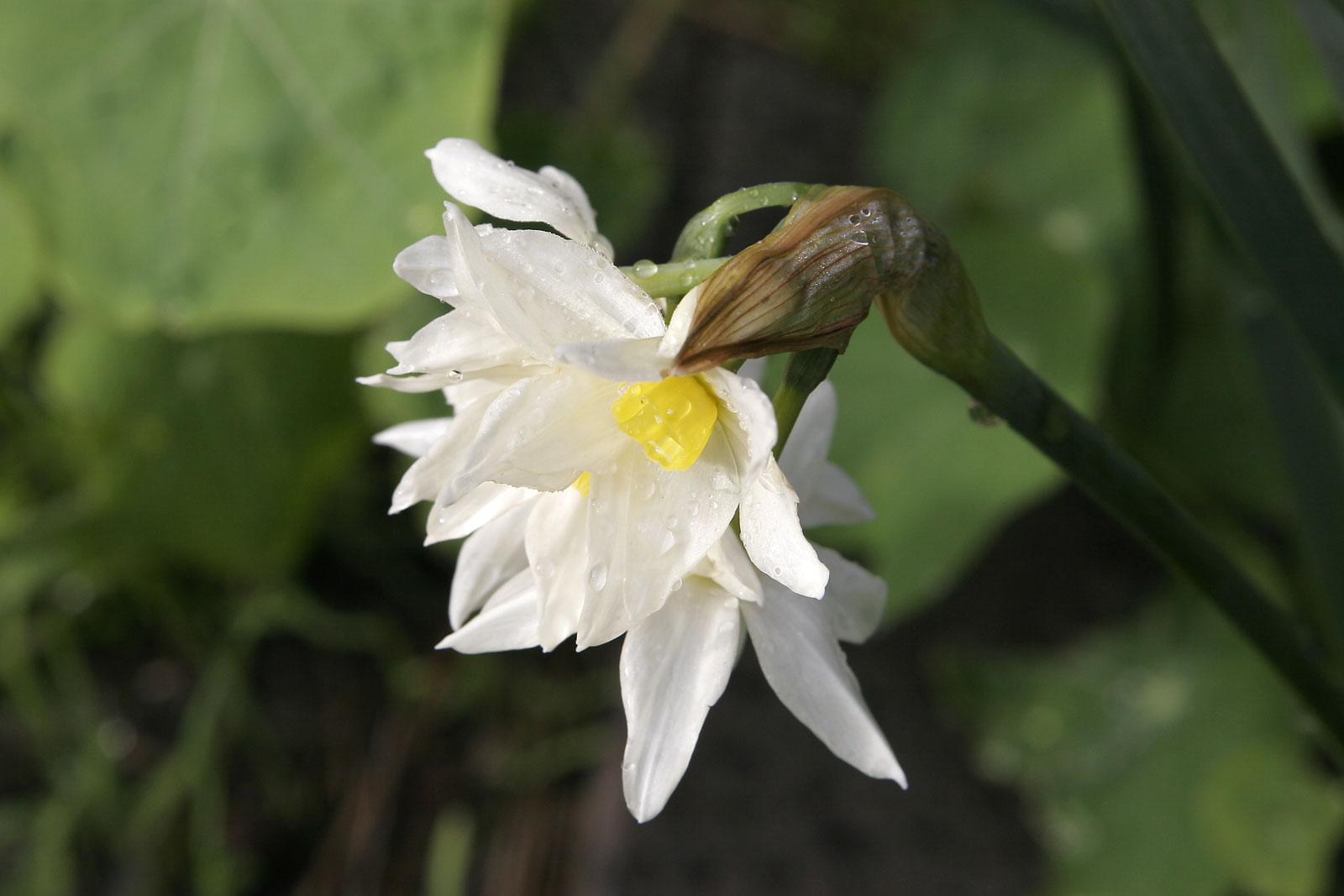
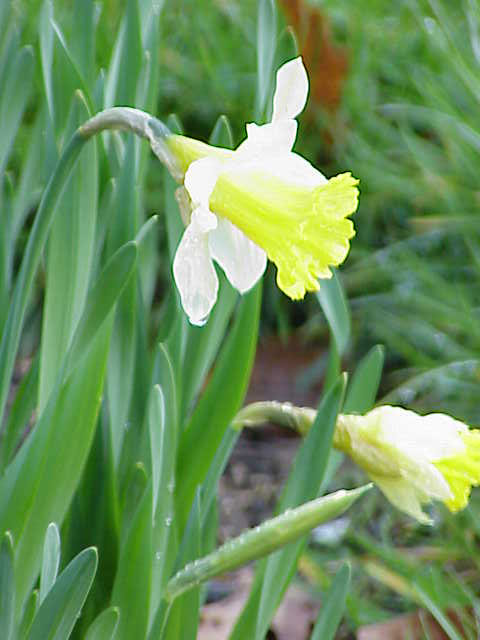
Narcissus pseudonarcissus
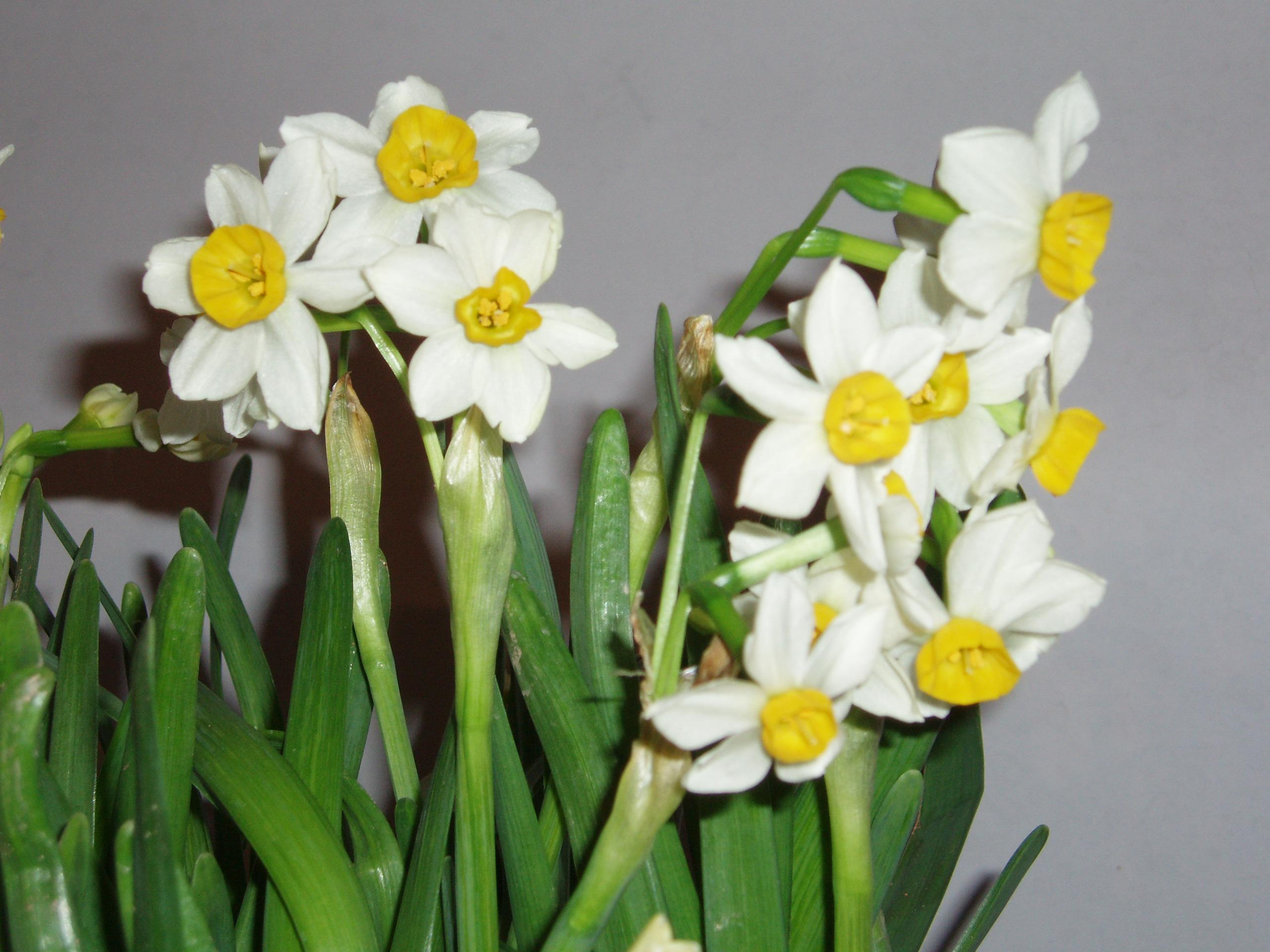
Narcissus tazetta
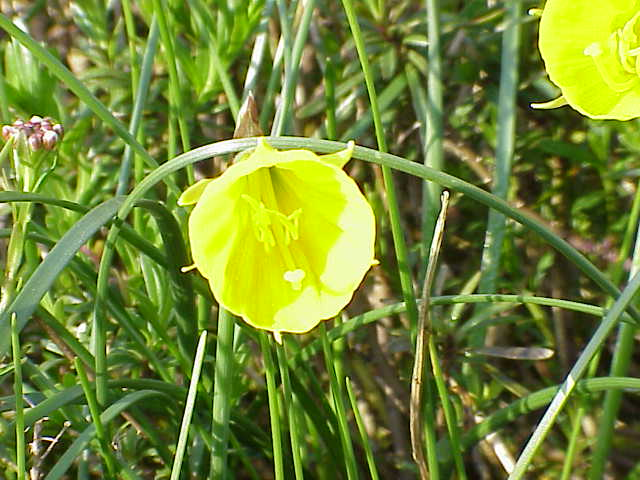
Narcissus bulbocodium bulbocodium
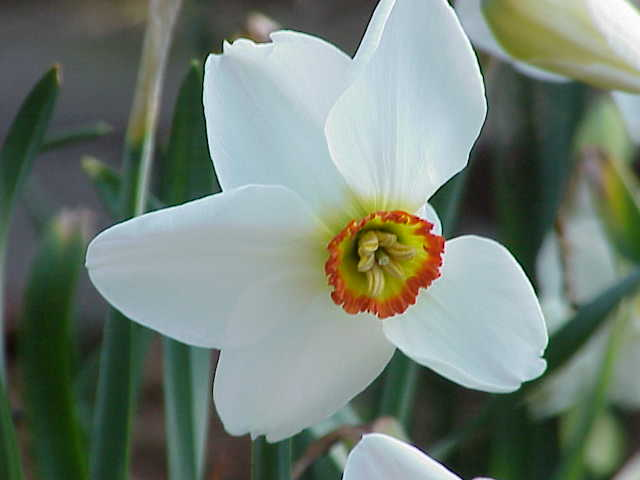
Narcissus poeticus actaea
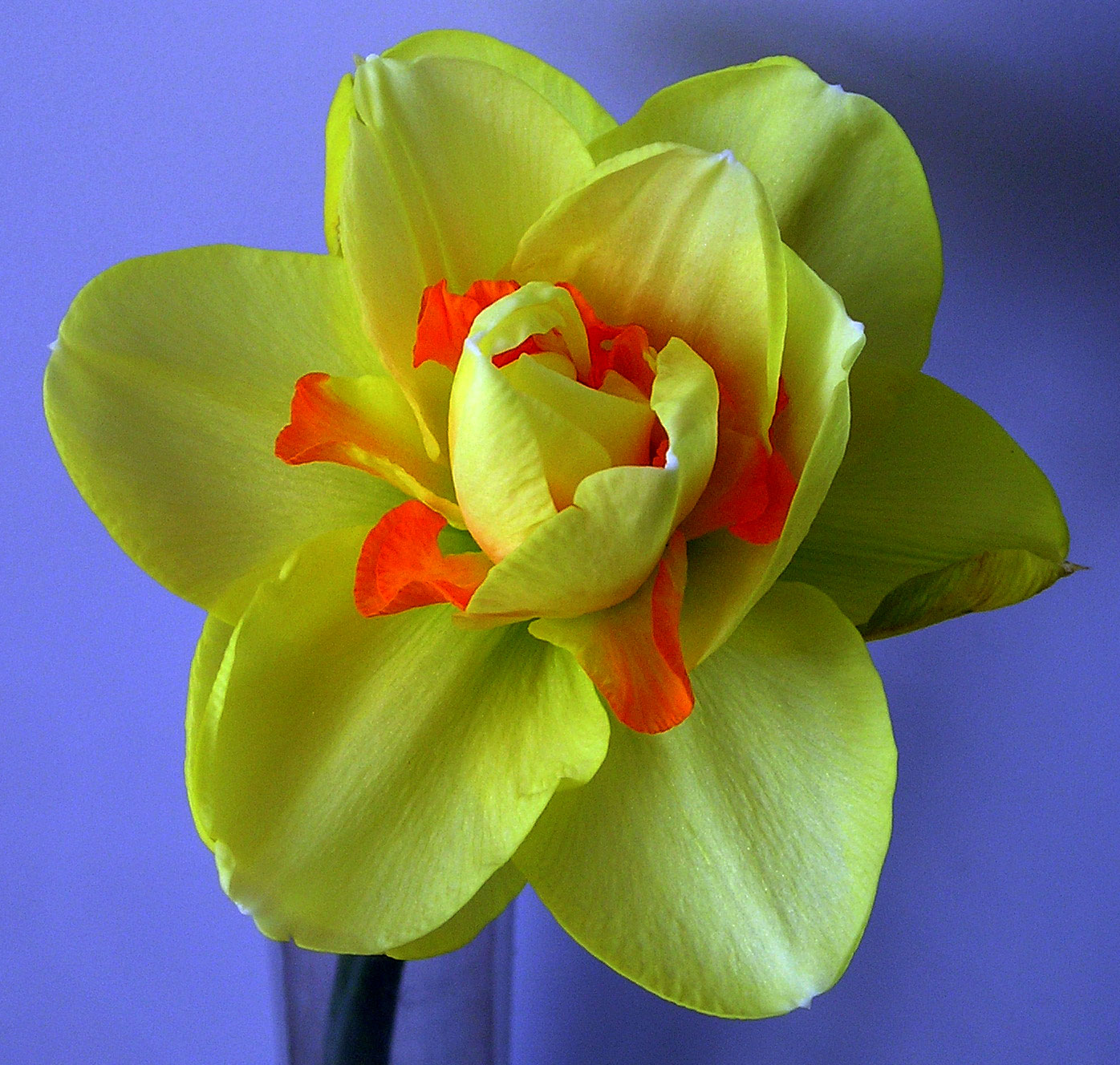
Narcissus pseudonarcissus, культивар
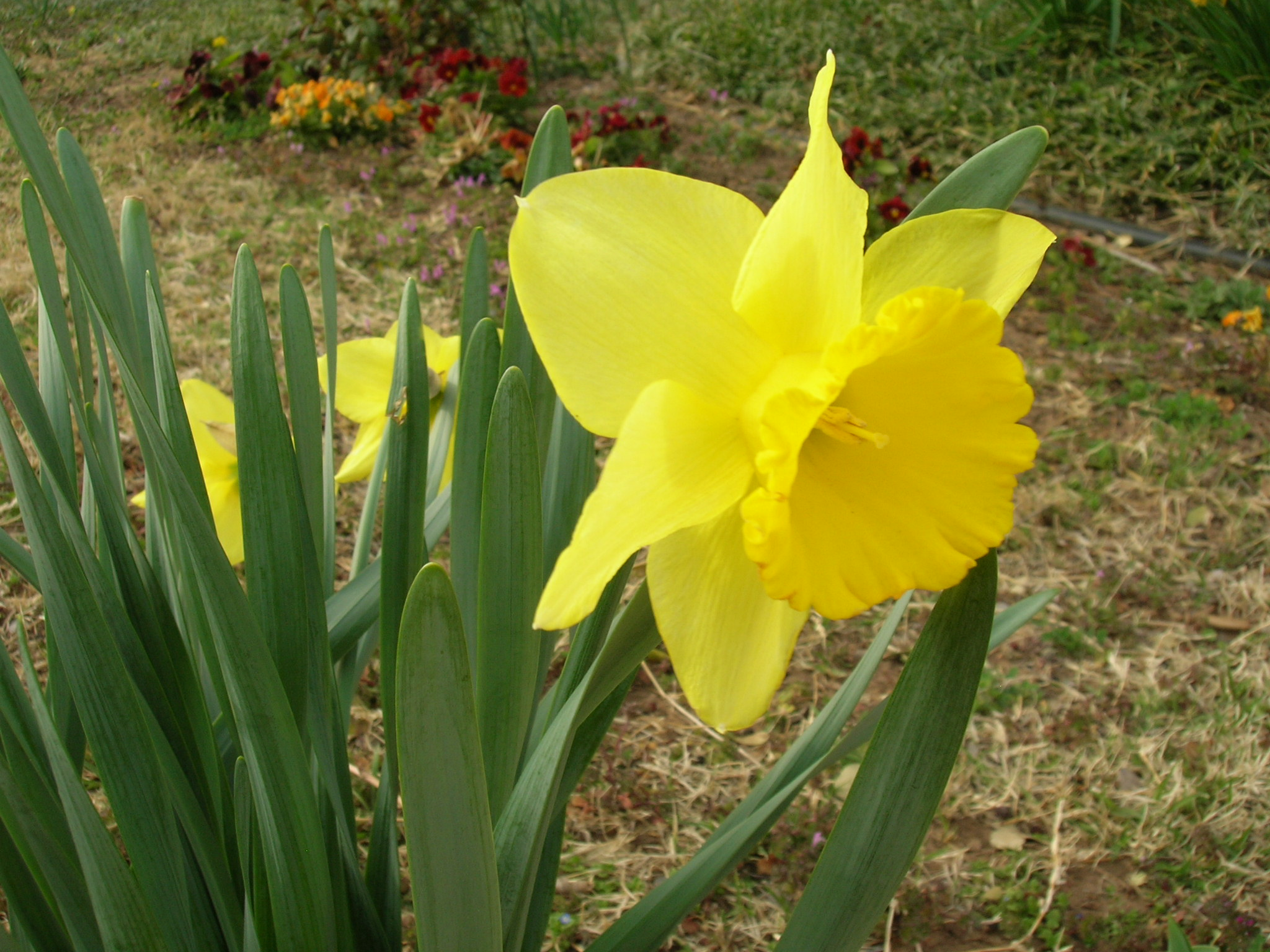
Narcissus pseudonarcissus

## Искусство

### Античность
Нарциссы использовались в декоративных целях в древнеегипетских гробницах и фресках в Помпеях. Они упоминаются в английском переводе библии короля Якова как Роза Шарона (англ. the Rose of Sharon) и часто появляются в классической литературе.